# Daniel Kowalski
Daniel Steven Kowalski (Singapur, 2 de julio de 1975) es un nadador australiano nacido en Singapur retirado especializado en pruebas de estilo libre larga distancia, donde consiguió ser subcampeón olímpico en 1996 en los 1500 metros libre.

## Carrera deportiva
En los Juegos Olímpicos de Atlanta 1996 ganó la medalla de plata en los 1500 metros libre, con un tiempo de 15:02.43 segundos, tras su compatriota Kieren Perkins, y dos medallas de bronce, en los 200 y 400 metros estilo libre, con unos tiempos de 1:48.25 y 3:49.39 segundos respectivamente. Cuatro años después, en las Olimpiadas de Sídney 2000 ganó el oro en los relevos de 4x200 metros estilo libre.